# Lene Løseth
Lene Løseth (Ålesund, 26 novembre 1986) è un'ex sciatrice alpina norvegese specialista delle prove tecniche.
È la sorella maggiore di Nina e Mona, entrambe sciatrici alpine di alto livello.

## Biografia

### Stagioni 2002-2008
Originaria di Spjelkavik di Ålesund, iniziò a partecipare a gare FIS nel novembre del 2001 e arrivò in Coppa Europa il 28 novembre 2002 in occasione dello slalom gigante di Ål, nel quale non si qualificò per la seconda manche. Ottenne il primo risultato di rilievo della sua carriera nel marzo successivo, quando ai Mondiali juniores del 2003 vinse la medaglia d'argento nello slalom gigante dietro a Jessica Lindell Vikarby.
L'esordio in Coppa del Mondo avvenne il 12 dicembre 2004 nello slalom speciale di Altenmarkt-Zauchensee, in cui non si qualificò per la seconda manche, mentre i primi punti arrivarono il 5 gennaio 2006 quando giunse 27ª nello slalom speciale di Zagabria Sljeme. Ai Mondiali di Åre 2007, sua prima presenza iridata, si classificò 38ª nello slalom gigante e 23ª nello slalom speciale.

### Stagioni 2009-2011
Nel novembre del 2008 ottenne in slalom gigante i primi piazzamenti di rilievo in Coppa Europa, con il primo podio (3ª il 22 a Funäsdalen) e la prima vittoria (il 26 a Trysil). Il 29 dicembre 2008 a Semmering e il 30 gennaio  2009 a Garmisch-Partenkirchen colse invece i suoi migliori piazzamenti in Coppa del Mondo, due 20° posti in slalom speciale; ai successivi  Mondiali di Val-d'Isère 2009 fu 19ª nello slalom gigante e non concluse lo slalom speciale.
I suoi ultimi piazzamenti di spicco in Coppa Europa risalgono alla stagione 2009-2010 e furono ottenuti in slalom gigante, con la seconda e ultima vittoria il 25 gennaio a Crans-Montana e l'ultimo podio (2ª) il 24 febbraio a Soldeu; in quella stagione vinse la classifica di slalom gigante del circuito continentale. Lasciata la Coppa del Mondo il 6 febbraio 2011 con lo slalom gigante di Zwiesel (non qualificata alla seconda manche), si congedò dal Circo bianco due giorni dopo in occasione dello slalom gigante di Coppa Europa disputato a Courchevel e chiuso al 30º posto.

## Palmarès

### Mondiali juniores
- 1 medaglia:
  - 1 argento (slalom gigante a Briançonnais 2003)

### Coppa del Mondo
- Miglior piazzamento in classifica generale: 91ª nel 2009

### Coppa Europa
- Miglior piazzamento in classifica generale: 7ª nel 2009 e nel 2010
- Vincitrice della classifica di slalom gigante nel 2010
- 7 podi:
  - 2 vittorie
  - 3 secondi posti
  - 2 terzi posti

#### Coppa Europa - vittorie
| Data             | Località      | Paese    | Specialità |
| ---------------- | ------------- | -------- | ---------- |
| 26 novembre 2008 | Trysil        | Norvegia | GS         |
| 25 gennaio 2010  | Crans-Montana | Svizzera | GS         |

Legenda:

GS = slalom gigante

### Australia New Zealand Cup
- Miglior piazzamento in classifica generale: 19ª nel 2011
- 1 podio:
  - 1 terzo posto

### Campionati norvegesi
- 13 medaglie[2]:
  - 5 ori (slalom speciale nel 2005; slalom gigante nel 2007; slalom gigante, slalom speciale, supercombinata nel 2008)
  - 3 argenti (combinata[senza fonte] nel 2003; slalom speciale nel 2007; slalom gigante nel 2010)
  - 5 bronzi (combinata[senza fonte] nel 2004; supergigante nel 2005; combinata[senza fonte] nel 2007; slalom speciale, supercombinata nel 2009)